# نبرد مایسن
نبرد مایسن (انگلیسی: Battle of Meissen) نبردی بود که در زمان جنگ هفت ساله در ۴ دسامبر ۱۷۵۹ میان امپراتوری هابسبورگ و پادشاهی پروس رخ داد و در نهایت با پیروزی اتریشی‌ها به پایان رسید.